# 大政奉还

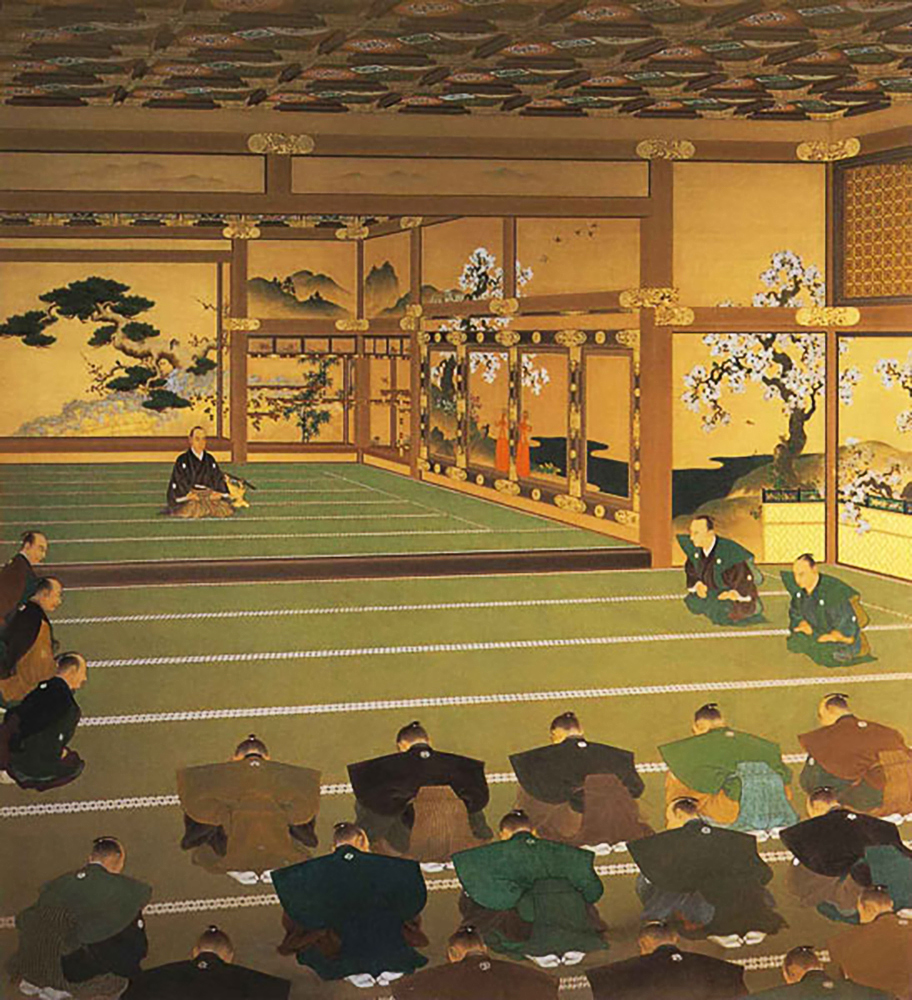
邨田丹陵畫《大政奉還圖》

大政奉還（日语：／ Taisei houkan），發生於日本慶應三年10月14日（公元1867年11月9日）。江戶幕府第15代將軍德川慶喜受到薩長同盟缔結的威脅，主動把政權交還天皇，成立以德川家為中心的新政府，實則使德川慶喜仍然掌握政治實權。以萨长同盟為首的討幕派对大政奉还這樣的内容有異議，決定策動政變，事件最終引發戊辰戰爭。最后，討幕派以西乡隆盛为代表，德川家以胜海舟为代表进行和谈，德川慶喜遭到軟禁，江户时代才正式告终。

## 歷史
慶應三年（1867年）1月，由土佐藩脫藩的鄉士坂本龍馬，要求幕府將軍將政權交還給天皇。在坂本龍馬等人的奔走調停下，薩摩藩和長州藩的薩長同盟成立。

### 船中八策
薩長同盟成立後，同年6月9日，坂本龍馬與後藤象二郎乘藩船「夕顏丸」，由長崎出發，共記下八條政治主張，一起完成了著名的《船中八策》：
- 天下政權奉還朝廷，政令宜出朝廷。
- 設上下議政局，置議員參贊萬機，萬機宜決公議。
- 有材之公卿、諸侯及天下之人材，備為顧問，賜以官爵，宜除以往有名無實之官。
- 與外國交際，廣採公議，新立至當之規約。
- 折衷古來之律令，新撰永恆之大典。
- 宜擴海軍。
- 置親兵，使之守衛帝都。
- 金銀貨物宜與外國設平均之法。

在「夕顏丸」上，坂本龍馬把《船中八策》交給後藤象二郎。後藤象二郎將《船中八策》交於德川慶喜。同年6月下旬，德川慶喜將《大政奉還案》送交西鄉隆盛。到了11月間，坂本龍馬在《船中八策》的基礎上，提出了《新政府綱領八策》。1867年11月15日夜，坂本龍馬來不及看到此提議的成效，就在京都醬油商近江屋遭刺殺身亡；當時正與坂本龍馬談話的中岡慎太郎亦被刺，在3天后死亡。
慶應三年10月14日，德川慶喜在二條城舉行了大政奉還的儀式。